# Beixamel

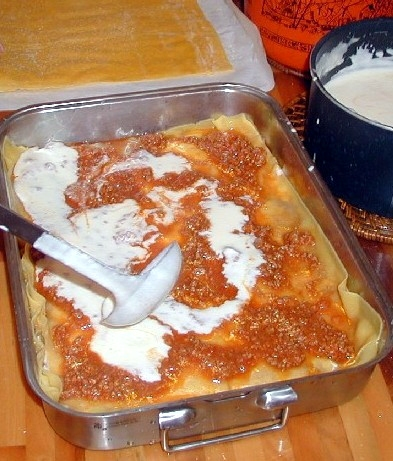
Plat gratinat amb beixamel

La salsa beixamel, de béchamel (francès), és una salsa blanca feta amb llet o crema de llet i farina. S'utilitza com a salsa bàsica i és una de les salses més conegudes de la cuina francesa.

## Història
El seu nom prové de Louis Béchameil de Nointel, marquès de Nointel, maître del rei Louis XIV de França. Sembla, però, que va ser una salsa perfeccionada per François Pierre de la Varenne a partir d'una altra salsa més antiga a base de crema de llet provinent de la Toscana.

## Preparació
Actualment la beixamel normalment es prepara amb mantega, farina refinada, llet, i sal. Hi ha moltes maneres de preparar la barreja, però una de les més tradicionals consisteix a escalfar la mantega i anar afegint la farina fent-ne pols amb les mans, remenant sempre per evitar que es formin grumolls, fins que la farina es barregi bé amb la mantega i canviï l'olor (en torrar-se lleugerament) passats uns minuts. Llavors es comença a afegir la llet calenta a poc a poc remenant contínuament amb una cullera de fusta i salant al gust. La proporció de llet varia segons la consistència desitjada.
La beixamel es pot condimentar amb una mica de nou moscada i/o pebre blanc segons el gust i el plat que es vol preparar.

## Usos
La beixamel es fa servir a Catalunya per als canelons, entre altres plats de pasta com la lasanya, i per preparar altres plats gratinats, com el gratinat de coliflor bullida, o altres. A França, en canvi, es considera ideal per a acompanyar plats de peix blanc, marisc variat i verdures.
A partir de la beixamel es poden preparar altres salses. Entre les salses a base de beixamel cal destacar la salsa de tàperes, la salsa cardinal (amb fumet de peix o marisc) i la salsa Mornay (amb alguna combinació de formatges).